# Vif
Vif ist eine französische Gemeinde mit 8557 Einwohnern (Stand: 1. Januar 2022) im Département Isère in der Region Auvergne-Rhône-Alpes. Sie gehört zum Gemeindeverband Grenoble-Alpes-Métropole. Sie ist Teil des Arrondissements Grenoble im Kanton Le Pont-de-Claix. Die Einwohner werden Vifois genannt.

## Geographie
Vif liegt in den französischen Alpen im Tal der Gresse. Umgeben wird Vif von den Nachbargemeinden Varces-Allières-et-Risset im Norden, Champ-sur-Drac im Nordosten, Saint-Georges-de-Commiers im Osten, Notre-Dame-de-Commiers im Südosten, Saint-Martin-de-la-Cluze im Süden, Le Gua im Südwesten und Saint-Paul-de-Varces im Westen.
Durch die Gemeinde führen die Autoroute A51 und die frühere Route nationale 75.

## Geschichte
Für die Zeit um 1000 ist bereits eine Kirche Saint-Jean-Baptiste nachgewiesen, die mit der heutigen aber wohl nicht identisch ist. 1035 entsteht ein Benediktinerpriorat unter Aufsicht der Abtei zu Grenoble. Anfang des 12. Jahrhunderts wird die Kirche Saint-Marie der Ortschaft Genevrey genannt. 1662 gründen die Ursulinen einen Konvent.
Von Oktober 1939 bis März 1940 befand sich in Vif ein Internierungslager für feindliche Subjekte. Es handelte sich um ein Lager für sogenannte internes à l'administration (Verwaltungsinternierte), das heißt, um ein Lager, in dem Menschen alleine aufgrund einer behördlichen Verfügung ohne gerichtlichen Beschluss festgehalten werden konnten.  
Im Falle von Vif handelte es sich bei den feindlichen Subjekten um Deutsche aus dem Saarland, die zuvor im Camp de Chambaran festgehalten und am 17. Oktober 1939 nach Vif verlegt worden waren. In Vif standen für ihre Unterbringung zwei Gebäude zur Verfügung. Weitere Details über dieses Lager sind nicht bekannt.

## Bevölkerung
| Jahr                       | 1962 | 1968 | 1975 | 1982 | 1990 | 1999 | 2006 | 2017 |
| -------------------------- | ---- | ---- | ---- | ---- | ---- | ---- | ---- | ---- |
| Einwohner                  | 3057 | 3287 | 3593 | 4419 | 5788 | 6478 | 7855 | 8532 |
| Quellen: Cassini und INSEE |      |      |      |      |      |      |      |      |

## Sehenswürdigkeiten

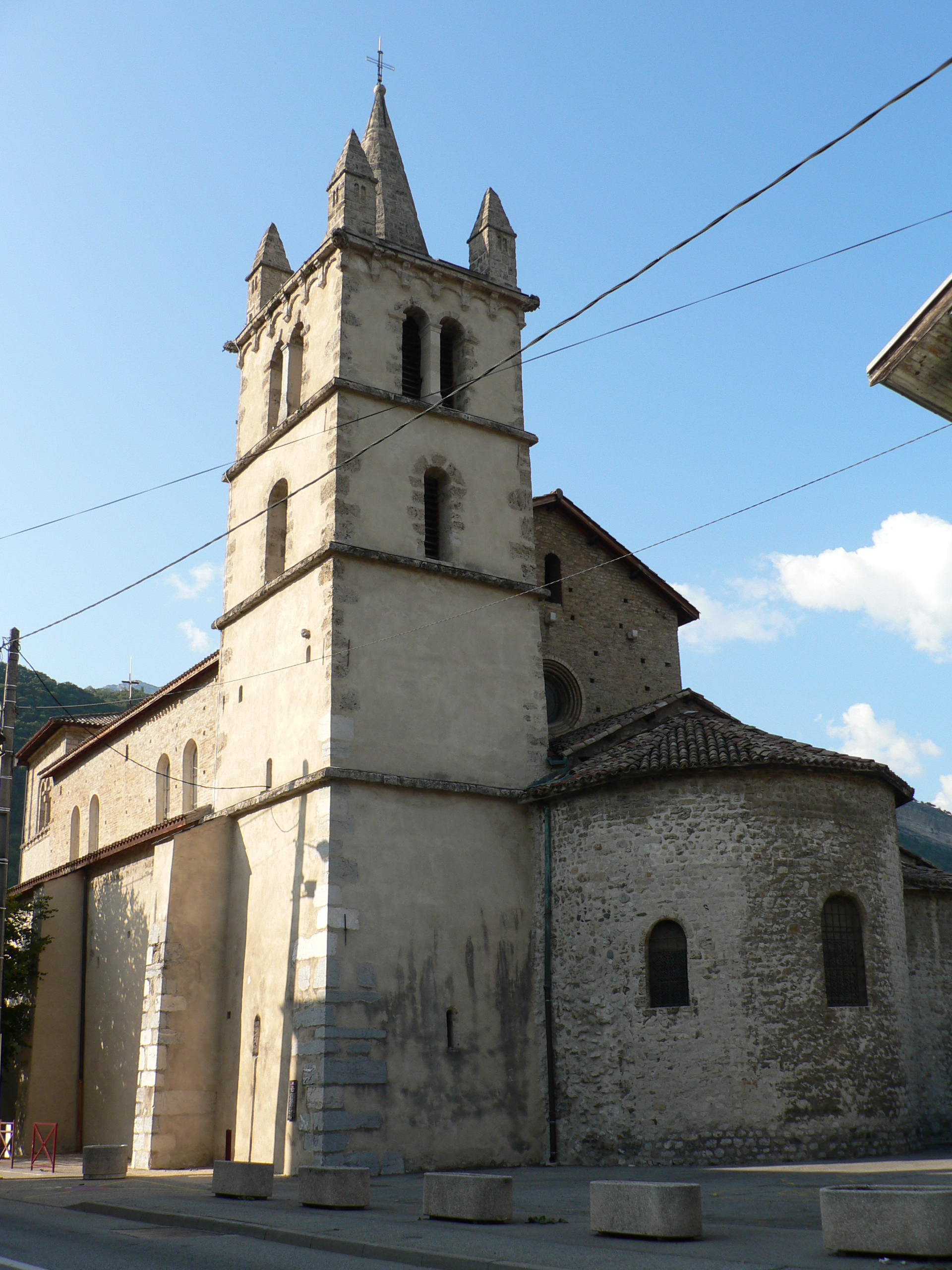
Kirche Saint-Jean-Baptiste

- Kirchen Saint-Jean-Baptiste aus dem 13. Jahrhundert, Monument historique seit 1926, und Notre-Dame in Genevrey (romanisch), im 12. Jahrhundert entstanden, seit 1908 Monument historique

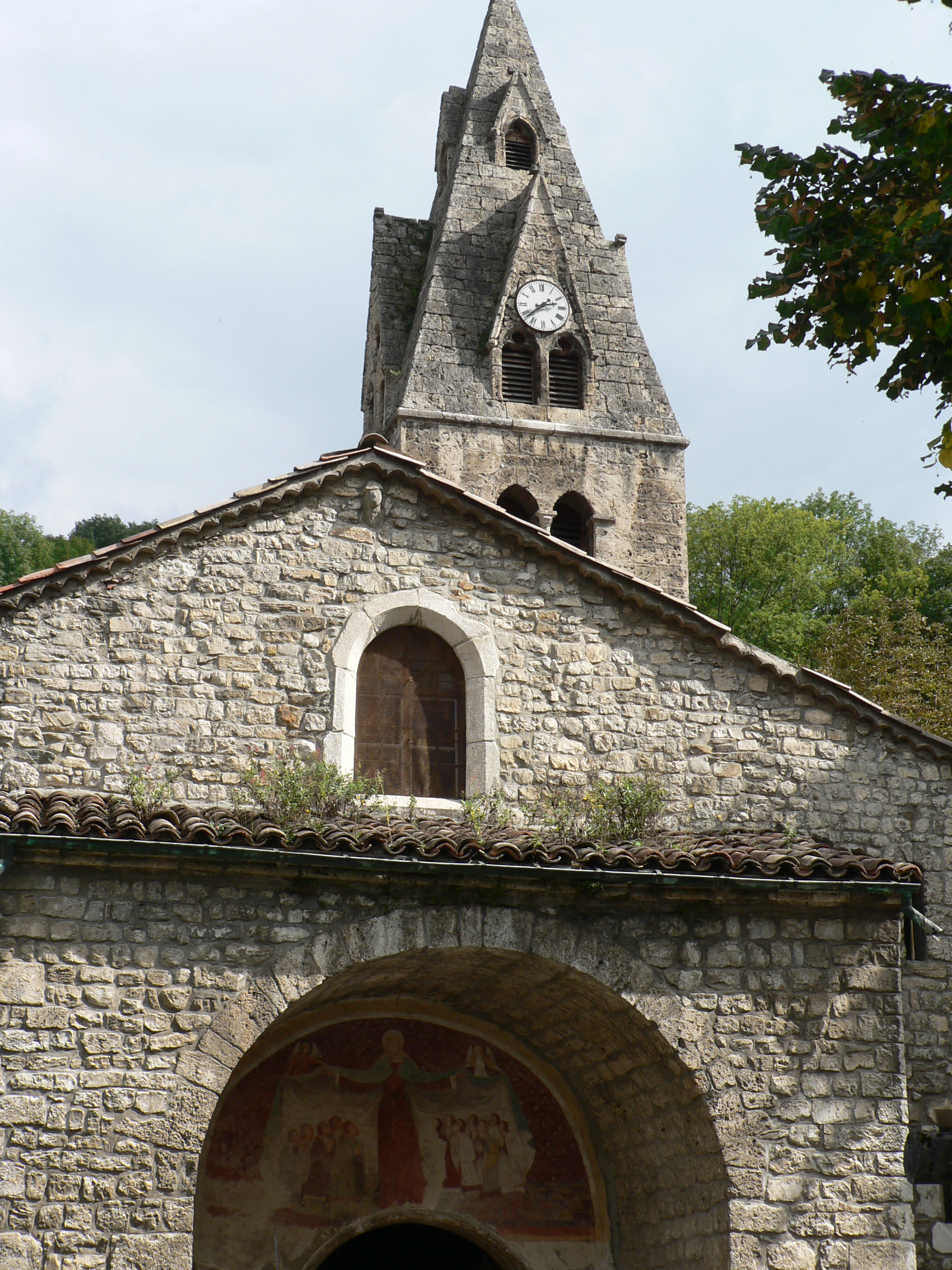
Kirche Notre-Dame in der Ortschaft Genevrey

- Maison de Champollion, Wohnhaus der Gebrüder Champollion
- Eisenbahnviadukt

## Gemeindepartnerschaft
Mit der italienischen Gemeinde Rivalta di Torino in der Provinz Turin besteht eine Partnerschaft.

## Persönlichkeiten
Die Gebrüder Jacques-Joseph Champollion (1778–1867) und Jean-François Champollion (1790–1832) wohnten in Vif. Das Haus ist heute ein Museum.